# 魏氏紅魴鮄
魏氏紅魴鮄，為輻鰭魚綱鮋形目牛尾魚亞目黃魴鮄科的其中一種，分布於西太平洋區，從日本至阿拉弗拉海海域，棲息深度可達80公尺，體長可達46公分，為底棲性魚類，屬肉食性。

## 擴展閱讀
維基物種上的相關：魏氏紅魴鮄